# Pero Me Acuerdo de Ti
«Pero Me Acuerdo de Ti» (рус. Но я вспоминаю о тебе) — сингл американской певицы Кристины Агилеры c альбома Mi Reflejo, выпущенный в декабре 2000 года.

## О песне
В 1991 году пуэрто-риканская артистка Лурдес Роблес выпустила свой третий альбом Definitivamente, продюсером которого стал кубинско-американский музыкант Руди Перес. Перес также написал три песни для альбома, включая композицию «Pero Me Acuerdo de Ti». В песне рассказывалось о женщине, которая не может забыть своего возлюбленного. Позднее песня была включена в сборник хитов Роблес Contradicciones y Sus Exitos (2007).
В 2000 году кавер-версию этой песни выпустила американская певица Кристина Агилера. Она вошла во второй студийный альбом певицы Mi Reflejo, продюсером которого также был Руди Перес. Композиция не вошла в хит-парад Billboard Hot 100, но была номинирована на получение премии Latin Grammy Awards в категории «Запись года», а также попала в десятку лучших композиций чарта Billboard Latin Tracks.

## Список композиций
1. Pero Me Acuerdo de Ti
2. Pero Me Acuerdo de Ti Remix
3. Pero Me Acuerdo de Ti Extended Remix
4. Pero Me Acuerdo de Ti Video-Enhanced Track

## Чарты

### Недельные чарты
| Хит-парад (2001—2019)             | Наивысшая позиция |
| --------------------------------- | ----------------- |
| Италия (FIMI)                     | 44                |
| Испания (PROMUSICAE)              | 3                 |
| США (Billboard Hot Latin Songs)   | 8                 |
| США (Billboard Latin Pop Airplay) | 5                 |

### Годовые чарты
| Чарт (2001)                    | Позиция |
| ------------------------------ | ------- |
| US Latin Pop Songs (Billboard) | 30      |